# Molise

Herb regionu Molise

Molise [moˈli.ze] – region administracyjny we Włoszech, leżący w centralnej części Półwyspu Apenińskiego, o powierzchni 4 438 km² i 322 tys. mieszkańców ze stolicą w Campobasso (52 tys. mieszkańców). Gęstość zaludnienia 75 os./km². Graniczy z następującymi regionami: Abruzja, Lacjum, Kampania i Apulia.
W prowincji Campobasso zamieszkują Arboresze (ludność pochodzenia albańskiego), z kolei część południowo-wschodnią potomkowie Chorwatów  mieszkający w wioskach San Felice del Molise, Acquaviva Collecroce i Montemitro, a   posługujący się niekiedy jeszcze dialektem molizańsko-chorwackim (około 3500 mówiących). Osadnicy ze wschodniego wybrzeża Morza Adriatyckiego przybywali tu w XV i XVI w.
Samnici byli jednymi z pierwszych mieszkańców regionu Molise. Dzielili się na pięć plemion: Caraceni, Irpini, Caudini, Pentri i Frentani; byli narodem wielkich wojowników. Pentri zamieszkiwali obecną prowincję Iserni i ich stolica była zwana Pentria, dzisiejsza Isernia.

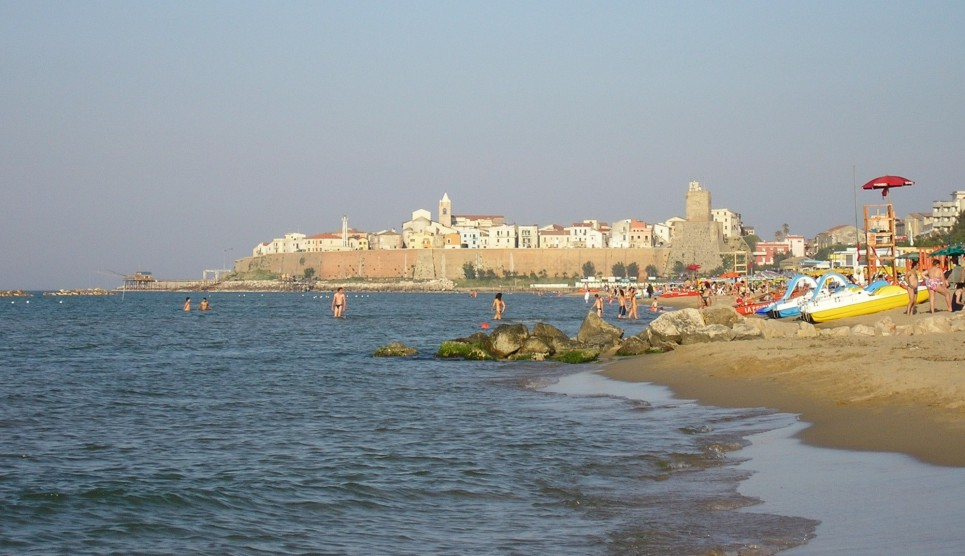
Termoli

## Prowincje
W skład regionu wchodzą 2 prowincje:
- prowincja Campobasso
- prowincja Isernia.

## Gospodarka
- rolnictwo: uprawa ziemniaków, pszenicy; hodowla trzody chlewnej, kóz, bydła
- przemysł: elektromaszynowy (mechaniczny, samochodowy), spożywczy
- rzemiosło artystyczne (wyroby z miedzi)

## Polityka
Prezydentem regionu jest Donato Toma (FI). 